# 고밀
고밀(高謐, 428년 ~ 472년 9월), 자는 안평(安平), 발해수현(渤海蓚縣) 사람으로, 북위의 관료이자 북제의 초대 황제인 북제 문선제(文宣帝)의 증조부이다.

## 생애
진주자사(秦州刺史) 고호의 3남으로 문무(文武)에 소질이 있었으나 법을 어겨 회삭진(懷朔鎭)으로 이주했고, 증손대(代)까지 그곳에서 살았다. 태안(太安, 문성제의 연호) 연간 공신 고호의 아들로써 황궁에 들어가 전적(典籍)을 관리하다 문성제에게 발탁되어 비서랑(祕書郎)이 되었고, 일부 전적의 손상으로 문성제에게 청하여 새 전적을 받아 그 전적을 필사하여 소장하였다. 
북위 헌문제 시기 헌문제를 가르치는 스승이 되었고 난태어사(蘭臺御史)에 임명되었다. 후에 고밀은 서적을 무단 수정 및 월권 행위의 죄목으로 탄핵되었으나 두려워하지 않았고 칭송을 받았다. 이후 472년 9월에 사망하였다.
북위 효무제 시기 사절, 시중, 도독청서제제연오주제군사(都督青徐齊濟兗五州諸軍事), 태위공, 청주자사(青州刺史)에 추증되었고 시호를 무정공(武貞公)이라 하였다. 후에 북제가 건국되자 무정부군(武貞府君)으로 추존되어 칠묘에 태조(太祖)로써 위패가 안치되었다.

## 가족
- 부친: 고호
- 아내: 숙손씨(叔孫氏) - 숙손숭(叔孫崇)의 딸로 시호는 진류군군(陳留郡君)이다.
- 장남: 고수생 - 문목제(文穆帝)로 추존.
- 차남: 고번(高翻)